# Edgard de Kerchove d'Ousselghem
Le baron Edgar François Marie Ghislain de Kerchove d'Ousselghem, né à Gand le 2 janvier 1846 et mort à Landegem le 10 janvier 1926, est un homme politique belge. 

## Biographie
Il est le gendre de Frédéric de Kerchove.
- Conseiller provincial de la Flandre-Orientale (1872-1892)
- Bourgmestre de Bellem (1878-1884)
- Bourgmestre de Landegem (1895-1926)
- Sénateur par l'arrondissement de Gand (1900-1926)
- Président du Comité sénatorial de l'agriculture (1923-1926)
- Président de la Commission provinciale d'agriculture de la Flandre-Orientale (1892-1926)
- Vice-président de la Commission administrative du Conservatoire royal de Gand

## Sources
- Paul VAN MOLLE, Het Belgisch Parlement, 1894-1972, p.82, Antwerpen, 1972
- Oscar COOMANS DE BRACHÈNE, État présent de la noblesse belge, Annuaire 1991, Brussel, 1991
- Jean-Luc DE PAEPE & Christiane RAINDORF-GERARD (red.), Le Parlement belge, 1831-1894, p. 151-152,  Brussel, 1996.